# Latin Dragon
Latin Dragon es una película estadounidense de acción y aventura de 2004, dirigida por Scott Thomas, que a su vez la escribió junto a James Becket y Fabian Carrillo, musicalizada por H. Scott Salinas, en la fotografía estuvo Mark Eberle y los protagonistas son Fabian Carrillo, Gary Busey y Lorenzo Lamas, entre otros. Este largometraje fue realizado por Pacific Entertainment Group, Den Pictures Inc., Latin Dragon Productions Inc. y Da Bronx Productions; se estrenó el 7 de septiembre de 2004.

## Sinopsis
Un héroe de guerra galardonado y agente secreto, vuelve a su casa en el este de Los Ángeles y ve como el barrio fue tomado por peligrosas pandillas, lideradas por el prelado corrupto, Thorn.